# Schizocythere
Schizocythere is een geslacht van kreeftachtigen uit de klasse van de Ostracoda (mosselkreeftjes).

## Soorten
- Schizocythere aculeata (Bonnema, 1941) Herrig, 1966 †
- Schizocythere appendiculata Triebel, 1950
- Schizocythere asagao Yajima, 1982 †
- Schizocythere batjesi Keij, 1957 †
- Schizocythere bikanerensis Singh & Misra, 1968 †
- Schizocythere biplicata Scheremeta, 1969 †
- Schizocythere buendensis Triebel, 1950
- Schizocythere carinata (Deltel, 1963) Mckenzie et al., 1979 †
- Schizocythere chelodon (Marsson, 1880) Herrig, 1966 †
- Schizocythere claudusa Rosyjeva, 1962 †
- Schizocythere contracta (Moos, 1968) Guernet, 1988 †
- Schizocythere costata Hu & Yang, 1975 †
- Schizocythere deopanica Neale & Singh, 1985 †
- Schizocythere depressa (Mehes, 1936) Monostori, 1977 †
- Schizocythere diebeli Pietrzeniuk, 1969 †
- Schizocythere edominnini Reyment, 1963 †
- Schizocythere ericea (Brady, 1880) Puri, 1971
- Schizocythere fadlensis Cronin & Khalifa, 1980 †
- Schizocythere gibberosa Hao (Yi-Chun) in Ruan & Hao (Yi-Chun), 1988
- Schizocythere gibbrosa Hao, 1988
- Schizocythere grekoffi Jain, 1975 †
- Schizocythere gujeratensis Guha, 1968 †
- Schizocythere hatatatensis Ishizaki, 1966 †
- Schizocythere hollandica Triebel, 1950
- Schizocythere hungarica Monostori, 1987 †
- Schizocythere ikeyai Tsukagoshi & Briggs, 1998
- Schizocythere inexpecta McKenzie, Reyment & Reyment, 1991 †
- Schizocythere insolentnia Urvanova, 1965 †
- Schizocythere jugata Nikolaeva, 1978 †
- Schizocythere kishinouyei (Kajiyama, 1913) Hanai, 1962
- Schizocythere kueikenga Hu & Tao, 2008
- Schizocythere levinsoni (Rajagopalan, 1962) Guha & Shukla, 1974 †
- Schizocythere limburgensis (Howe & Laurencich, 1958) Herrig, 1966 †
- Schizocythere musculoides Reyment, 1963 †
- Schizocythere nigeromeridionalis Carbonnel, Alzouma & Dikouma, 1990 †
- Schizocythere nikopolana Scheremeta, 1969 †
- Schizocythere nodosa Scheremeta, 1969 †
- Schizocythere okhotskensis Hanai, 1970
- Schizocythere orisaokoi Reyment, 1963 †
- Schizocythere pacifica Schornikov, 1974
- Schizocythere patruliusii Olteanu, 1974 †
- Schizocythere picta (Apostolescu, 1957) Ducasse, Guernet & Tambareau, 1985 †
- Schizocythere praecursor Pietrzeniuk, 1969 †
- Schizocythere prolata Siddiqui, 1981 †
- Schizocythere rakhiensis Siddiqui, 1981 †
- Schizocythere salahii Bassiouni & Luger, 1990 †
- Schizocythere sellarius Al-Furaih, 1980 †
- Schizocythere solida Szczechura, 1965 †
- Schizocythere sorensis Siddiqui, 1981 †
- Schizocythere spinosa Guha, 1974 †
- Schizocythere subchelodon Clarke, 1983 †
- Schizocythere submissa Pietrzeniuk, 1969 †
- Schizocythere subrectangularis Jiang & Wu
- Schizocythere subrectangulata Jiang & Wu in Gou, Chen, Guan, Jian, Liu, Lai & Chen, 1981 †
- Schizocythere taiwanensis Hu & Yang, 1975 †
- Schizocythere tessellata (Bosquet, 1852) Triebel, 1950 †
- Schizocythere triebeli Reyment, 1960 †
- Schizocythere ventricornis Sohn, 1970 †
- Schizocythere venusta Pietrzeniuk, 1969 †
- Schizocythere yokatsuensis Nohara, 1981 †